# Cordeliersklooster (Dole)

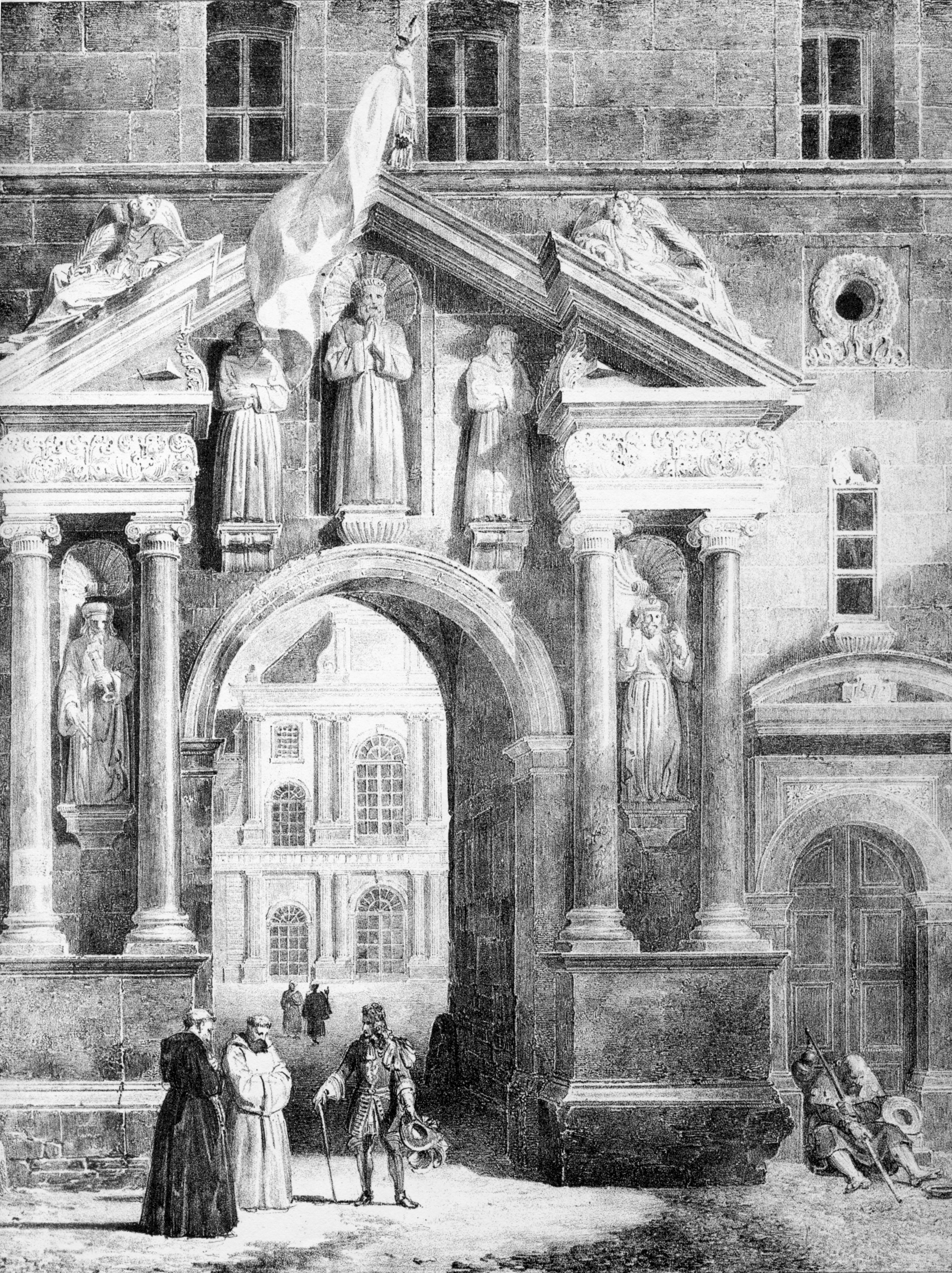
Cordeliersklooster voor de Franse Revolutie

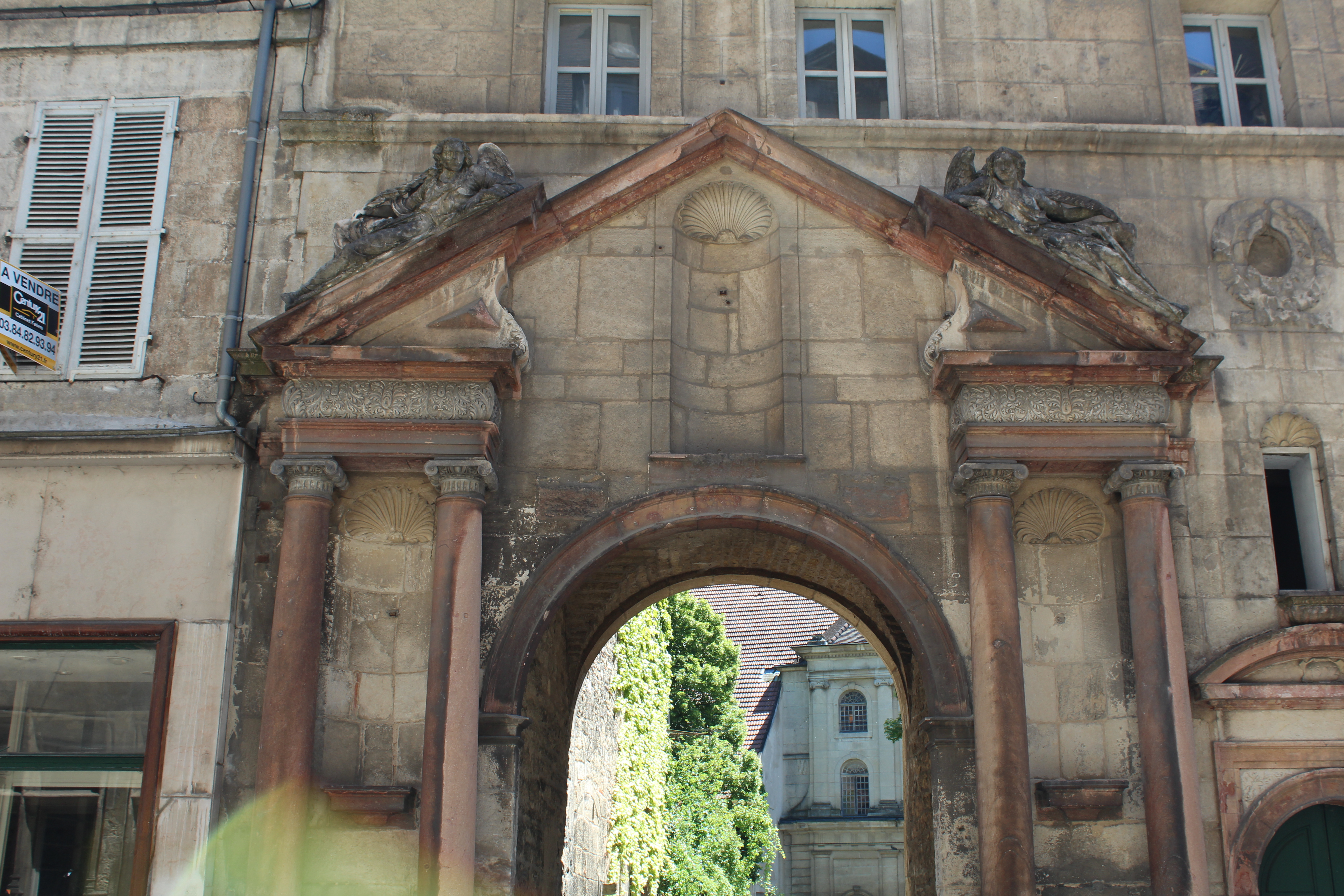
Toegangspoort justitiepaleis van Dole

Het Cordeliersklooster (1372-1791) was een klooster van franciscanen, in Frankrijk Cordeliers genoemd, in de stad Dole, in de regio Franche-Comté.
Sinds de 20e eeuw is het justitiepaleis van Dole er gevestigd.

## Historiek
Margaretha van Frankrijk, vrijgravin van Bourgondië in het Heilige Roomse Rijk, stichtte het Cordeliersklooster van Dole in het jaar 1372. De bouw duurde een vijftigtal jaar en werd gefinancierd door edelen van het vrijgraafschap Bourgondië. Dole was destijds hoofdstad van het vrijgraafschap.
In de 16e eeuw vonden herbouwingswerken plaats dankzij giften van François Alamand (1413-1505). Alamand, abt van Sainte-Enimie, had zijn kasteel van La Caze (Laval-du-Tarn) verkocht. Met de gelden hiervan herbouwden de Cordeliers de kloostergebouwen. Ze bouwden eveneens een waterput en een monumentale ingangspoort.
In de 18e eeuw bouwden de Cordeliers naast het klooster een rij winkels zodat een winkelstraat aansloot naast de ingangspoort. Tevens vond in het klooster zelf een restauratie plaats onder leiding van architect Denis Le Rupt.
Na de Franse Revolutie confisqueerde het revolutionaire stadsbestuur van Dole het klooster der Cordeliers (1791). Het was aanvankelijk een gevangenis voor contrarevolutionairen en nadien een kazerne. In de 19e eeuw had het voormalige Cordeliersklooster geen functie meer.
In de 20e eeuw werd het definitief ingericht als justitiepaleis. Ook in de 20e eeuw werden verschillende delen van het voormalige Cordeliersklooster beschermd erfgoed. Het eerste stuk dat beschermd werd, was de 16e-eeuwse waterput (1924). Nadien volgden de ingangspoort, de voormalige sacristie, de voormalige kloosterbibliotheek en andere gebouwen. In 2014 werd ten slotte het geheel van de site beschermd erfgoed omwille van zijn historische betekenis voor Dole.